# Mister T (serie animata)
Mister T è una serie televisiva di disegni animati originariamente trasmessa dalla NBC tra il 1983 e il 1986. Per un totale di 30 episodi, la serie televisiva creata da Ruby-Spears, è ispirata all'attore Mr. T. Lo stesso Mister T compare in un filmato in carne ed ossa all'inizio e alla fine di ogni episodio per spiegare lo stesso o per trarne una morale. Nella serie Mister T è l'allenatore di una squadra di ginnastica che viaggiando per il mondo incappa in diversi misteri che risolve. La sigla italiana dal titolo Mr. T è stata incisa dal Group Team.

## Trama
Il cartone animato vede Mr. T come allenatore di una squadra di ginnastica (con un'enfasi specifica sui membri Jeff, Woody, Robin e Kim), che viaggia per il mondo mentre viene coinvolto e risolve vari misteri simili al franchise di Scooby-Doo.
All'inizio di ogni episodio, viene mostrata un'introduzione dal vivo con lo stesso Mr. T per spiegare di cosa tratta l'episodio. Alla fine di ogni puntata, Mr. T dà una lezione morale al pubblico.

## Personaggi
- Mr. T: è l'allenatore della squadra di ginnastica e talvolta fa da autista per i suoi ragazzi quando la signora Bisby non è disponibile. È doppiato da se stesso.
- Ms. Priscilla Bisby: l'educata autista di autobus della squadra che ama i romanzi gialli ed è una figura materna per i bambini. Il suo slogan è "Le mie stelle e le mie giarrettiere!". Sa anche andare in barca e pilotare elicotteri. È doppiata da Takayo Fischer.
- Jeff Harris: il saggio della squadra con un grande ego. È doppiato da Shawn Lieber.
- Woody Daniels: un ginnasta afroamericano e amichevole rivale di Jeff. Spera di diventare un avvocato quando si ritirerà dalla ginnastica. È doppiato da Phil LaMarr.
- Robin O'Neill: una bella ragazza dai capelli rossi con gli occhi verdi e le lentiggini che non vede l'ora di lanciarsi in qualsiasi situazione. Agisce anche come seconda in comando di Mr. T. Ha una forte somiglianza con la sua defunta sorella maggiore Cathy (come si vede nell'episodio Secret of the Spectral Sister). Il suo motto è "Che diamine peloso?" ("What the hairy heck?"). È doppiata da Amy Linker.
- Kim Nakamura: una ragazza nippo-americana figlia di uno scienziato informatico. Ha una memoria fotografica che torna utile in quanto può ricordare vari articoli di riviste e passaggi di libri, incluso il numero o il volume e la pagina su cui lo ha letto. È doppiata da Siu Ming Carson.
- Spike O'Neill: il fratellino di Robin, stima profondamente Mr. T a tal punto di parlare e vestirsi come il suo idolo. Nell'episodio Secret of the Spectral Sister viene rivelato che Spike è solo un soprannome. Tuttavia, il suo vero nome non viene mai rivelato. È doppiato da Teddy Field III.
- Skye Redfern: una ginnasta nativa americana, il cui nonno è stato accusato di un crimine. È doppiata da Cathy Cavadini.
- Garcia Lopez: una ginnasta latinoamericana il cui fratello maggiore Miguel è un archeologo. È una fotografa appassionata.
- Vince D'Amato: un italoamericano che sogna di diventare una star del cinema.
- Courtney Howard: una ragazza ginnasta afroamericana il cui padre è un membro importante dell'esercito. Suo zio è un mago che in precedenza era un ladro.
- Grant Kline: un ex membro di una gang che ha dato una svolta alla sua vita grazie a Jeff.
- Bulldozer (Dozer): il bulldog di Mr. T, che sfoggia una pettinatura da mohawk simile a quella del suo padrone. Viene talvolta soprannominato Dozer. Di solito viene visto in compagnia di Spike.

## Episodi

### Prima stagione (1983)
| nº | Titolo italiano | Titolo originale                      | Prima TV USA      | Prima TV Italia |
| --- | --------------- | ------------------------------------- | ----------------- | --------------- |
| 1 |                 | Mystery of the Golden Medallion       | 17 settembre 1983 |                 |
| Woody è un nuovo membro della squadra di ginnastica e cerca di inserirsi. Altrove, alcuni uomini vestiti di nero distruggono delle medaglie d'oro come se cercassero qualcosa di prezioso dentro di esse. Questo porta la squadra alla ricerca di risposte al loro primo mistero in giro per San Francisco. |                 |                                       |                   |                 |
| 2 |                 | Mystery of the Forbidden Monastery    | 24 settembre 1983 |                 |
| Qualcuno invita la squadra a un incontro di ginnastica in una scuola superiore locale nel Nuovo Messico, ma una volta giunti sul luogo si rendono conto che non c'è nessun incontro e nemmeno una scuola superiore. Qui si imbattono in un monastero in cui non vi si reca mai nessuno. Quando la squadra comincia ad indagare sulla questione, iniziano a scomparire misteriosamente uno dopo l'altro. |                 |                                       |                   |                 |
| 3 |                 | Mystery of the Mind-Thieves           | 1º ottobre 1983   |                 |
| Mentre la squadra visita Seattle, il padre di Kim, il signor Nakamura, un progettista di software, si ritrova in affari urgenti con altri scienziati. Tuttavia, una persona misteriosa che usa un dispositivo per il controllo mentale ruba le menti degli scienziati, incluso il signor Nakamura, per ottenere determinate conoscenze. Il team ha il compito di scoprire il mistero e salvare gli scienziati e le loro menti da questo malvagio nemico. |                 |                                       |                   |                 |
| 4 |                 | Mystery on the Rocky Mountain Express | 8 ottobre 1983    |                 |
| La squadra viaggia da Salt Lake City sul Rocky Mountain Express per raggiungere un altro incontro di ginnastica a Chicago. Tuttavia, tre criminali incappucciati rubano un virus biologico top secret e lo portano di nascosto a bordo del treno. A bordo c'è anche uno scimpanzé, che però è immune al virus. Inoltre, la squadra cerca di aiutare Garcia, che si sta sforzando nel fare ginnastica ed è stato inconsapevolmente esposto al virus. |                 |                                       |                   |                 |
| 5 |                 | The Hundred-Year-Old Mystery          | 15 ottobre 1983   |                 |
| Mr. T e la squadra sono in Mississippi e progettano di trasformare una piantagione in rovina chiamata Magnolia House in un campo di ginnastica, ma una banda di teppisti di tram chiamati Ghost Riders minaccia di eliminarli. Jeff si vanta con una bella ragazza ma viene ascoltato dai Ghost Riders, i quali sfruttano queste informazioni per mettere l'intero gruppo in pericolo. Alcune voci affermano che il proprietario originale di Magnolia House abbia lasciato qualcosa in eredità e la squadra deve capire di cosa si tratta.                                                                  |                 |                                       |                   |                 |
| 6 |                 | The Crossword Mystery                 | 22 ottobre 1983   |                 |
| Mentre è a Washington la signora Bisby fa un cruciverba e trova un indizio per il rompicapo. Tuttavia, una volta pronunciata la parola, la signora Bisby cade in uno stato ipnotico e non è l'unica a rimanerne vittima. Vengono ipnotizzati anche due professori universitari e così la squadra deve intervenire per risolvere la questione il prima possibile. |                 |                                       |                   |                 |
| 7 |                 | The Ninja Mystery                     | 29 ottobre 1983   |                 |
| La squadra ha un incontro di ginnastica a New York non troppo lontano da una location cinematografica che interessa a Vince, che vuole diventare un attore. Allo stesso tempo, un misterioso ninja sta rapinando i negozi nelle vicinanze per cercare qualcosa in particolare. La squadra deve svelare il mistero prima che il ninja riesca a farla franca. |                 |                                       |                   |                 |
| 8 |                 | Dilemma of the Double-Edged Dagger    | 5 novembre 1983   |                 |
| La squadra si trova a Città del Messico dove sono avvenuti strani furti all'interno di un museo e Mr. T viene arrestato ingiustamente. Con Mr. T in prigione, la squadra cerca di aiutarlo cercando i veri criminali e scoprendo un'antica piramide. Una volta all'interno, i ragazzi trovano quattro guerrieri aztechi che gli sbarrano la strada. |                 |                                       |                   |                 |
| 9 |                 | Secret of the Spectral Sister         | 12 novembre 1983  |                 |
| Mr. T e la sua squadra fanno visita alla famiglia di Robin e Spike a Chicago. Lì, Robin riceve una telefonata da sua sorella maggiore Cathy, la quale è morta in un incidente aereo cinque anni prima e il cui corpo non è mai stato rinvenuto. Intanto due ladri perquisiscono la vecchia camera da letto di Cathy per cercare qualcosa su cui la ragazza stava lavorando prima del momento della sua scomparsa. La squadra deve ottenere più informazioni possibili su Cathy al fine di trovare i ladri.                                                                                                   |                 |                                       |                   |                 |
| 10 |                 | Mystery of the Silver Swan            | 19 novembre 1983  |                 |
| L'incontro notturno della signora Bisby con un'auto d'epoca chiamata "Silver Swan" spinge la squadra che si trova al lago Tahoe a indagare. Inconsapevolmente, un rivenditore di auto locale, il personale del museo e il proprietario originale della casa automobilistica fanno parte di un circolo automobilistico illegale che prevede di vendere copie duplicate della Silver Swan e di altri veicoli. Robin cerca di aiutare in ogni modo la squadra per ottenere il merito di questa impresa e dell'imminente incontro di ginnastica.                                                                 |                 |                                       |                   |                 |
| 11 |                 | Case of the Casino Caper              | 26 novembre 1983  |                 |
| Mr. T e i ragazzi si recano a Las Vegas e vengono presto coinvolti in un'operazione ad alto rischio. I criminali in carriera Hampton e Selby, fingendosi soldati, progettano di rubare il Million Dollar Jackpot al Golden Horseshoe. Courtney cerca di fermare i ladri da sola, ma le sue azioni rischiano per mettere in grossi guai la squadra. Così Mr. T si ritrova a giocare il tutto e per tutto per impedire a un carro armato Sherman di distruggere una slot machine e farla franca. |                 |                                       |                   |                 |
| 12 |                 | Fade Out at 50,000 Feet               | 3 dicembre 1983   |                 |
| La squadra si riposa a Miami e assiste a uno spettacolo aereo con protagonista il cugino di Jeff "The Great Marco". Durante la sua acrobazia aerea, che prevede di far cadere un'auto sportiva con il paracadute, Marco scompare nel nulla, causando la preoccupazione di Jeff. Nel frattempo, Woody si è innamorato di una donna di nome Vanetta Price che è coinvolta in qualcosa che Woody non deve sapere. La sua gelosia finisce per coinvolgere lui e il resto del gruppo in una situazione pericolosa mentre si fanno strada nelle Everglades per cercare di risolvere il mistero della palude.       |                 |                                       |                   |                 |
| 13 |                 | Riddle of the Runaway Wheels          | 10 dicembre 1983  |                 |
| La squadra si dirige alla baia di Monterey per vedere uno spettacolo di acrobazie automobilistiche realizzato dal Turbo Team per impressionare un regista di Hollywood a usare le loro auto per il suo film. Allo stesso tempo, Robin si prende una cotta per il leader della squadra. Tuttavia, una donna e due uomini sono alla ricerca di qualcosa di misterioso e hanno in programma di utilizzare l'automobile premio del Turbo Team, l'Ultra-Car, per prendere un prezioso oggetto. Mr. T inizia così ad elaborare un piano per risolvere il mistero prima che la situazione si aggravi ulteriormente. |                 |                                       |                   |                 |

### Seconda stagione (1984)
| nº | Titolo italiano | Titolo originale                  | Prima TV USA      | Prima TV Italia |
| --- | --------------- | --------------------------------- | ----------------- | --------------- |
| 14 |                 | Mystery in Paradise               | 15 settembre 1984 |                 |
| La squadra riceve una deludente sconfitta durante un incontro di ginnastica ma ciò non gli impedisce di divertirsi alle Hawaii. In seguito il gruppo incontra dei pirati moderni che rubano gioielli preziosi e Courtney viene messa alla prova con la sua paura dell'acqua. Mr. T spera di trasformare questa sua fobia in un mezzo utile per sconfiggere i pirati e godersi così il resto della sua permanenza alle Hawaii assieme ai suoi giovani amici. |                 |                                   |                   |                 |
| 15 |                 | Mystery of the Black Box          | 22 settembre 1984 |                 |
| La squadra si trova a Churchill in Canada per sciare un po' prima del loro grande incontro di ginnastica quando vedono un jet supersonico che si schianta. Mr. T recupera una scatola nera dai rottami prima che esplodesse. Tuttavia, lui e la squadra sono ora inseguiti da un gruppo di spie chiamato Snow Raiders che cercano disperatamente di ottenere la scatola nera dalla squadra ad ogni costo. A questo punto Mr. T e i suoi amici devono fare appello al loro ingegno per risolvere il mistero nel Grande Nord Bianco. |                 |                                   |                   |                 |
| 16 |                 | Mystery of the Panthermen         | 29 settembre 1984 |                 |
| Sull'isola di Manzanita nella baia di San Francisco, le persone vengono spaventate e rapite da un gruppo chiamato Panthermen che usa una pantera gigante. Mr. T e la squadra hanno in programma di indagare per ottenere indizi riguardo alle sparizioni, mentre Jeff incontra un giornalista che ha intenzione di trasformare l'isola in un'attrazione turistica. Allo stesso tempo, un losco uomo d'affari vuole sfruttare l'isola a livello immobiliare. |                 |                                   |                   |                 |
| 17 |                 | Mystery of the Ghost Fleet        | 6 ottobre 1984    |                 |
| La squadra è a Baltimora per un incontro di ginnastica e Kim si sottopone a una dieta drastica. Improvvisamente, Mr. T trova un giubbotto di salvataggio appartenente a una nave chiamata Argo che secondo la gente del posto non esiste. Mr. T propone di indagare su dove sia affondata l'Argo, ma quando la raggiungono, la nave esplode. Siccome vi è qualcosa di molto sospetto in questo mistero, Mr. T spera di trovare un indizio utile a risolverlo. Tuttavia, la dieta drastica di Kim sta indebolendo sia se stessa che la sua capacità di far parte della squadra, e Mr. T deve aiutarla a capire il pericolo dei disturbi alimentari e delle diete alla moda. |                 |                                   |                   |                 |
| 18 |                 | Mystery of the Ancient Ancestor   | 13 ottobre 1984   |                 |
| La squadra è in Arizona vicino a una città chiamata Busted Springs, di proprietà della famiglia corrotta Rundle, che nutre un amaro rancore nei confronti degli antenati di Skye. Per andare a fondo di questo mistero del selvaggio West, Mr. T, la squadra e il nipote della signora Bisby "Showbiz" Ronny, hanno in programma di aiutare Skye e scoprire la verità che si cela dietro il putiferio Redfern/Rundle di 75 anni prima. |                 |                                   |                   |                 |
| 19 |                 | Magical Mardi Gras Mystery        | 20 ottobre 1984   |                 |
| Mr. T e la squadra hanno un po' di tempo per celebrare il martedì grasso mentre sono a New Orleans prima del grande incontro di ginnastica locale. Mentre festeggiano, vanno a uno spettacolo di magia condotto da Ross Howard, lo zio di Courtney che un tempo era un truffatore che ha scontato la sua condanna e che ora lavora come mago, sotto il nome d'arte di Cadabra il Grande. Tuttavia, quando i gioielli con diamanti di un cantante jazz scompaiono durante un numero di magia, tutti sospettano che Ross sia tornato a fare il ladro. Qualcuno vuole incastrare Cadabra il Grande per questi crimini e Mr. T indaga sulla vicenda per sistemare le cose. |                 |                                   |                   |                 |
| 20 |                 | Mystery of the Disappearing Oasis | 27 ottobre 1984   |                 |
| Sebbene Mr. T odi volare, porta la sua squadra al Cairo (Egitto) per incontrare Joanna Bakara, l'amica di penna di Kim. Il padre di Joanna è un egittologo che cerca di svelare il mistero della piramide di Amenhotep, mentre il suo avido compagno Dr. Fasiri e i suoi scagnozzi rapiscono Joanna e suo padre per ottenere il rubino che indossa Joanna. Jeff conosce il motivo per cui il rubino è così importante per svelare il mistero e va da solo a salvare l'amica. |                 |                                   |                   |                 |
| 21 |                 | Fortune Cookie Caper              | 3 novembre 1984   |                 |
| Nel cuore della Chinatown di New York, Mr. T e la squadra si imbattono in una misteriosa serie di incendi dolosi che coinvolgono beni importanti, inclusi libri rari di una libreria di proprietà dei genitori di Jeff. La squadra scopre che il signor Fong, il proprietario di un ristorante cinese, sta usando dei biscotti della fortuna contenenti dei codici e un mercenario piromane chiamato Phantom Firebug come copertura per contrabbandare ogni oggetto raro fuori dal Paese. |                 |                                   |                   |                 |
| 22 |                 | U.F.O. Mystery                    | 10 novembre 1984  |                 |
| La testardaggine di Woody riguardo al suo astigmatismo gli costa una vittoria all'incontro di ginnastica a Rapid City, e il problema finisce per metterlo ulteriormente nei guai in quanto si rifiuta di andare da un oculista che potrebbe prescrivergli degli occhiali da vista. Quando va dal professor Andrews per vedere le sue ultime invenzioni trova Mr. T II, una versione robotica di Mr. T, ma scopre che il professore è stato rapito. Intanto, Woody vede un U.F.O. volargli sopra la testa. Improvvisamente, Mr. T e il resto della squadra vengono coinvolti in un mistero fuori dal mondo e in un presunto rapimento. |                 |                                   |                   |                 |
| 23 |                 | Mystery of the Stranger           | 17 novembre 1984  |                 |
| Mentre la squadra è a Hollywood e si esibisce come controfigura, a Spike viene offerto un hamburger da una coppia sposata, ma viene fermato da sua sorella Robin. La coppia incontra successivamente Spike da solo, dicendogli che sua sorella è malata e Spike va subito d'accordo con loro, ma viene poi intrappolato nel retro del loro furgone dove sono stati rapiti anche altri due bambini. Si scopre così che l'obiettivo della coppia è guadagnare più soldi possibili tramite una serie di riscatti. Quando il primo tentativo di Mr. T e della squadra di salvare Spike fallisce, si scoraggiano. Comunque sia, Mr. T invita il gruppo a riprovarci ancora una volta per il bene di Spike e degli altri bambini, affermando che chiunque metta in pericolo un suo amico dovrà vedersela con lui. Mentre le ragazze riescono a catturare la moglie, il marito si dimostra troppo forte per i ragazzi, ma Mr. T sventa la sua fuga strappando letteralmente il volante del furgone. Dopo che Spike e i bambini sono stati salvati e riuniti ai loro genitori, il procuratore distrettuale dice che il duo di sposi andrà in prigione e che bisogna sempre diffidare degli estranei. |                 |                                   |                   |                 |
| 24 |                 | Cape Cod Mystery                  | 24 novembre 1984  |                 |
| All'incontro di ginnastica di Capo Cod, Robin ottiene come punteggio un 10, poi Spike vede di sfuggita quello che sembra un mostro marino e la sua distrazione lo porta ad ottenere un risultato più basso di quello di Robin, facendolo ingelosire non poco. Così Robin spera di far luce sul mostro ma viene catturata da alcuni contrabbandieri di petrolio che hanno intenzione di rubare la preziosa miscela dall'insenatura di Nantucket, e sembra che la famigerata creatura sia coinvolta in qualche modo nella vicenda. Mr. T, Spike e il resto della squadra devono trovare Robin e andare in fondo a questo mistero del mare profondo. |                 |                                   |                   |                 |

### Terza stagione (1985)
| nº | Titolo italiano | Titolo originale           | Prima TV USA      | Prima TV Italia |
| --- | --------------- | -------------------------- | ----------------- | --------------- |
| 25 |                 | The Williamsburg Mystery   | 14 settembre 1985 |                 |
| La squadra si trova a Colonial Williamsburg (Virginia) per aiutare a restaurare una vecchia casa. Spike ignora il suo problema con la lettura, che lo mette in un grosso guaio quando due ladri che si fingono soldati coloniali fanno irruzione in una casa per ottenere indicazioni su una grotta segreta dove è sepolto un prezioso diario. Tuttavia, Spike se la cava improvvisando, ma deve mettere da parte il suo orgoglio, mentre Mr. T e la squadra arrivano in fondo a questa colossale avventura coloniale. |                 |                            |                   |                 |
| 26 |                 | Mission of Mercy           | 21 settembre 1985 |                 |
| Dopo un incontro di beneficenza, Mr. T porta la squadra nella città di Samana per ricevere una nave mercantile piena di cibo, acqua e altri rifornimenti al villaggio. A questo punto un uomo d'affari disonesto di nome Saber assume dei mercenari per dirottare la nave e pianificare di vendere la merce al mercato nero. Mr. T deve ora guidare la sua squadra a trovare Saber e mettere quest'ultimo e la sua banda dietro le sbarre, e allo stesso tempo insegnare alla squadra come le situazioni in altri Paesi siano molto diverse da quelle in cui vivono e fanno affidamento sulla sopravvivenza nel deserto. |                 |                            |                   |                 |
| 27 |                 | Mystery of the Open Crates | 28 settembre 1985 |                 |
| Tornato a Chicago, Mr. T fa visita a un vecchio amico di nome Jimmy Stone, proprietario di un centro giovanile. Allo stesso tempo, Courtney visita la palestra per allenarsi con la medaglia d'oro Sally Owen, che Courtney scopre che è più interessata a se stessa che agli altri. Le azioni di Sally le si potrebbero ritorcere contro a vita ma il vero problema è dato da un losco spacciatore di nome Speedy, il quale insieme ai suoi scagnozzi ha in programma di incastrare Jimmy utilizzando il suo centro giovanile per i loro traffici di droga. Si scopre così che Jimmy in passato aiutò Mr. T ad uscire da una banda di spacciatori durante la sua gioventù e adesso spetta proprio allo stesso Mr. T ricambiare il favore fermando Speedy prima che la situazione precipiti. |                 |                            |                   |                 |
| 28 |                 | The Playtown Mystery       | 5 ottobre 1985    |                 |
| La squadra fa un tour gratuito presso un parco divertimenti di Play Town e qui Spike vede due delle sue mascotte, Marvin Mouse e Dingy Dog, comportarsi in modo sospetto ma nessuno vuole credergli. In realtà, i due sono criminali in carriera travestiti da mascotte che vogliono recuperare dei lingotti d'oro da una raffineria attiva nella sezione Frontier Town di Play Town. |                 |                            |                   |                 |
| 29 |                 | The Comeback Mystery       | 12 ottobre 1985   |                 |
| Tornati a New York i componenti della squadra fanno beneficenza e un nuovo membro di nome Grant Kline si unisce a loro. Grant ha fatto programmi di atletica nella stessa scuola superiore di Jeff, ma ha litigato con i suoi vecchi amici, un gruppo di bulli chiamato Chain Gang e il loro leader, Blade. Quest'ultimi hanno chiesto a Grant di tacere sulle loro attività o diranno alla polizia del suo precedente crimine di aiutare la Chain Gang a rubare un'auto, mettendolo in una posizione problematica. Mr. T spera di trovare un modo per aiutare Grant a cancellare il suo passato e correggere i suoi errori per rompere i legami con la Chain Gang. |                 |                            |                   |                 |
| 30 |                 | The Cape Kennedy Caper     | 19 ottobre 1985   |                 |
| Al Kennedy Space Center di Cape Canaveral (Florida) si verifica un'avventura fuori dal mondo. Robin porta la sua macchina fotografica per scattare delle fotografie per la sua scuola, ma Woody cerca di prendere la fotocamera senza permesso. Ad un certo punto, Robin vede due spie che cercano di scattare una foto dall'interno della navetta. Si scopre così che le spie sono state assunte dai terroristi per far saltare in aria la navetta non appena questa raggiungerà l'orbita. Tuttavia Robin viene catturata e tocca a Mr. T e alla squadra fermare il lancio, salvare Robin e assicurare le spie alla giustizia in questo mistero all'ultima frontiera. |                 |                            |                   |                 |

## Home video
La prima stagione è stata distribuita in DVD il 10 maggio 2011 tramite il Warner Archive Collection. Il set DVD di Mister T è targato come parte della Hanna-Barbera Classics Collection.